# Phyllachora graminicola
Phyllachora graminicola är en svampart som beskrevs av Sawada 1944. Phyllachora graminicola ingår i släktet Phyllachora och familjen Phyllachoraceae.   Inga underarter finns listade i Catalogue of Life.